# 7853 Confucius
7853 Confucius este o planetă minoră (asteroid) din centura de asteroizi. A fost descoperită pe 29 ianuarie 1973 la Observatorul Palomar de Cornelis Johannes van Houten și a fost numită după Confucius. 
Obiectul prezintă o orbită caracterizată de o semiaxă mare de 3,0431436 UAi, o excentricitate de 0,24, o înclinație de 5,8914 ° în raport cu ecliptica.